# Demografia della Mongolia

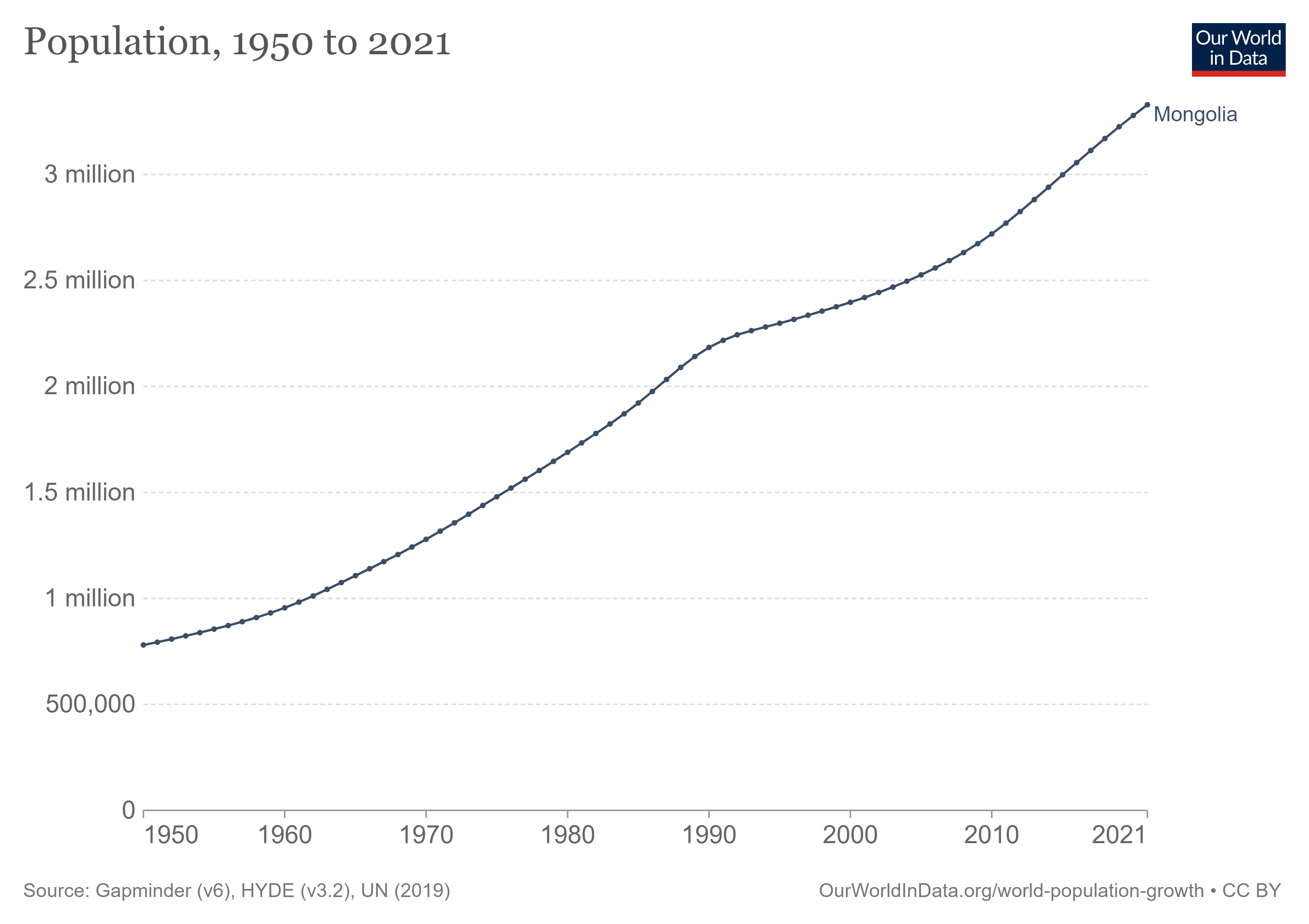
Demografia della Mongolia, i dati della FAO, anno 2005, numero di abitanti in migliaia.

Questo articolo illustra le caratteristiche demografiche della popolazione della Mongolia, tra cui densità di popolazione, etnia, livello di istruzione, la salute della popolazione, condizione economica, di carattere religioso e altri aspetti della popolazione.
Il tasso di crescita della Mongolia popolazione è stimata al 1,54% (censimento 2000). Circa due terzi della popolazione totale è sotto i 30 anni, il 36% dei quali ne ha meno di 14.